# 분진학원
분진학원은 대한민국의 학교법인이다.

## 산하 학교
- 분진중학교
- 강원관광대학교 (폐교)
- 서인천대학교 (추진중)

## 서인천대학교
(단독) “입법예고 안 거친 개정령 부칙 근거, 대학 설립인가 거부처분은 무효”
- 서울행정법원 2018. 10. 12. 선고 2017구합88671

- 서울고등법원 2018누71863

1998. 6. 30. 서인천대학(변경 전 명칭: 유통정보전문대학)을 설치하는 정관 변경을 하고
2013. 2. 27. 교육부에게 개교예정일을 2014. 3. 1.로 하여 서인천대학 설립인가를 신청하였다
2013. 12. 6. 거부되자 중앙행정심판위원회에서 취소 재결을 받고

2016. 2. 26. 신청 2017. 3. 1. 개교예정에 대한 인가 신청을 내어 2016. 6. 13. 거부되어 소송을 내어 승소하고, 
강원관광대학교가 폐교된 후 재차 신청하여 심의중이다.
http://www.incheontoday.com/news/articleView.html?idxno=249117